# Mitologia baltica

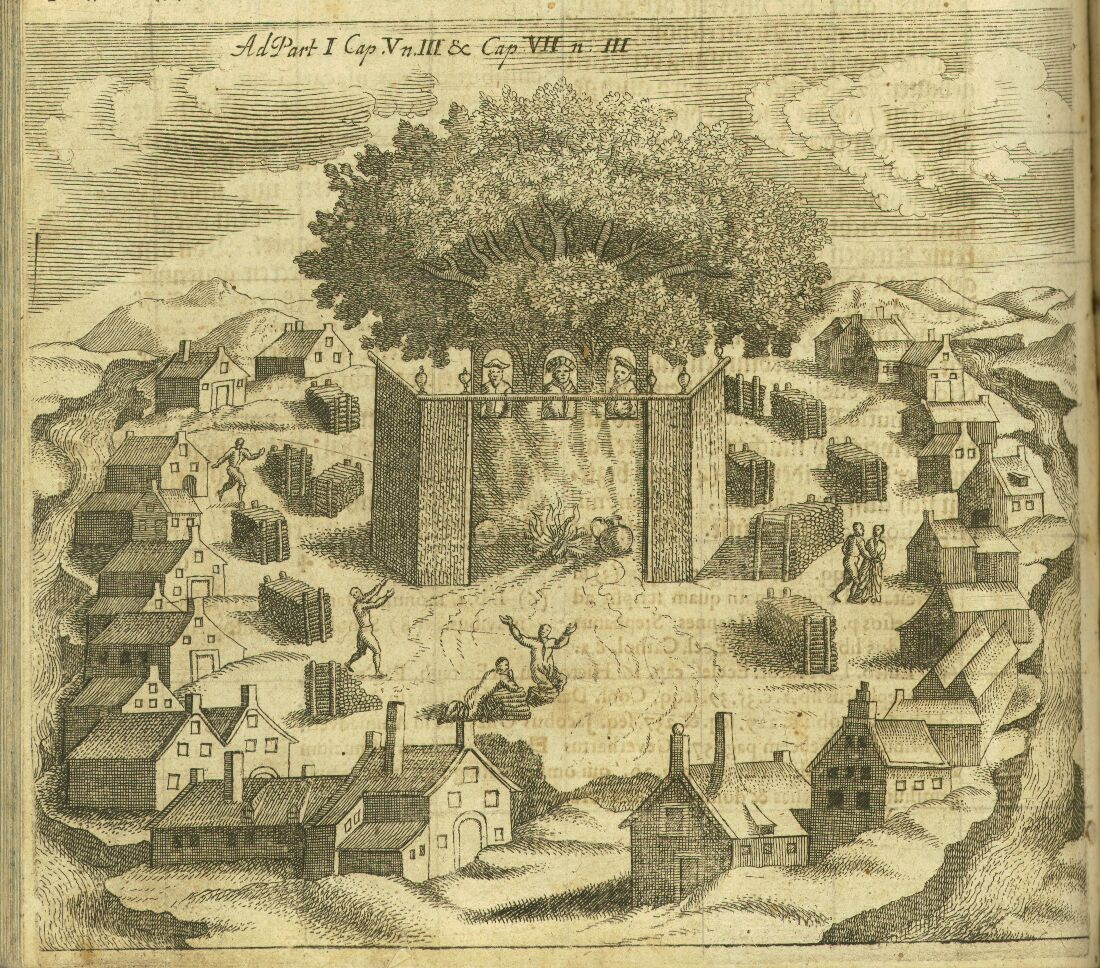
Immagine del tempio di Romuva in Sambia, secondo la descrizione di Simon Grunau.

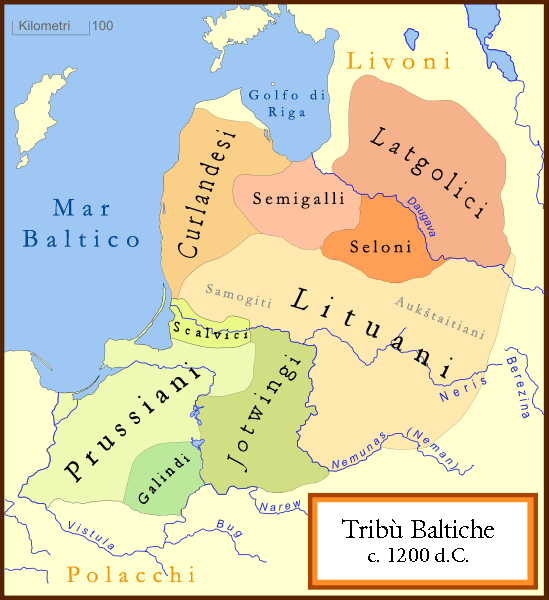
Distribuzione delle tribù baltiche nel XIII secolo d.C.

La mitologia baltica è il complesso dei miti pre-cristiani presso gli antichi popoli baltici.
Tali sistemi religiosi hanno radici nella mitologia protoindoeuropea.
A parte deve essere considerata la mitologia della quasi totalità delle tribù estoni, in quanto di derivazione ugro-finnica.
La regione baltica è stata l'ultima parte dell'Europa ad essere cristianizzata, processo iniziato con le crociate del Nord nel 1199 e continuato fino al XVII secolo.

## Fonti

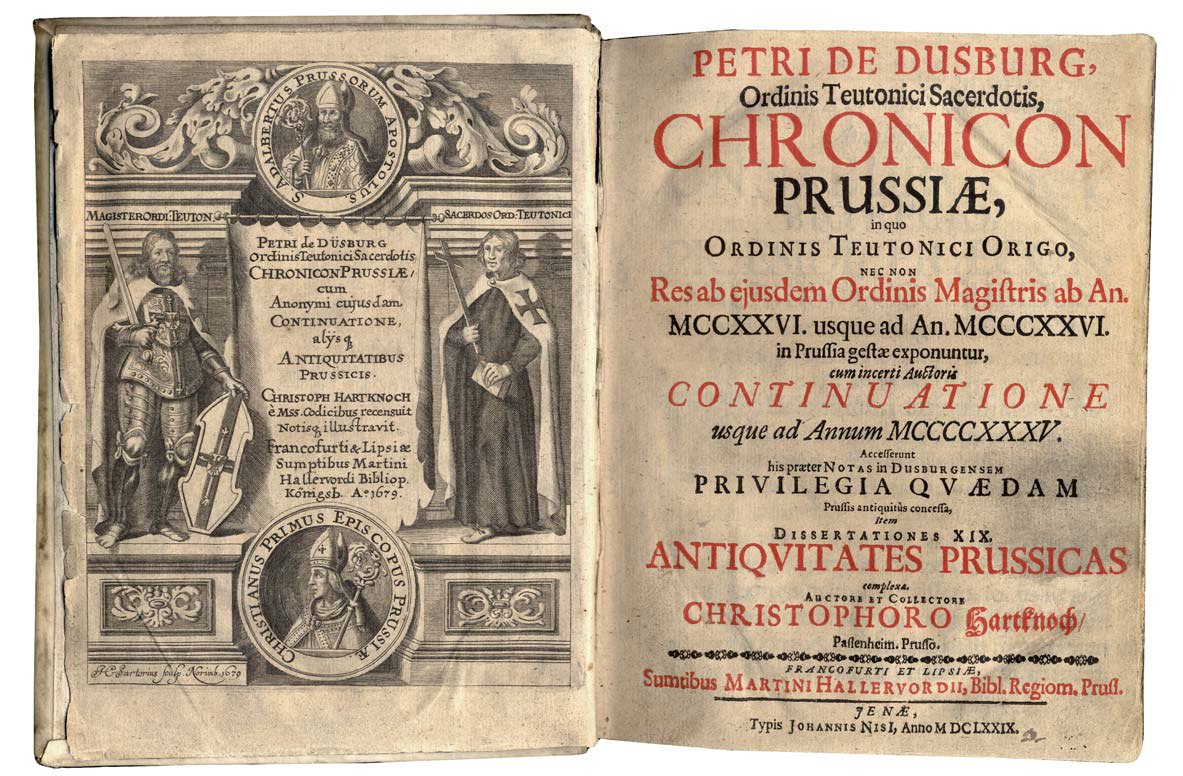
Copia del Chronicon terrae Prussiae del 1679.

Mentre gli attigui popoli germanici orientali adottarono, in maniera molto limitata, un alfabeto detto runico, le popolazioni baltiche non svilupparono sistemi di scrittura durante il periodo pagano, o perlomeno non è pervenuto alcun testo scritto.
La ricostruzione delle mitologie e dei rituali più antichi è avvenuta, oltre con il rinvenimento di manufatti archeologici (vedi cultura di Narva e cultura della ceramica cordata), tramite il metodo comparativo applicato all'etimologia e alla mitologia dei vari popoli coevi. Particolarmente utile si è rivelata la indoeuropeistica applicata alle lingue baltiche, ritenute dagli studiosi piuttosto conservative (causa anche la presenza nel territorio di un gran numero zone paludose e laghi che limitavano lo spostamento e la comunicazione tra le tribù), per cui hanno mantenuto i riflessi dei miti protoindoeuropei.
A queste si aggiungono fonti pervenute da missionari e cronisti medievali, tra cui si ricorda il vescovo Cristiano di Oliwa (morto nel 1245), autore del Liber filiorum Belial, Pietro di Duisburg (morto dopo il 1326) autore Chronicon terrae Prussiae, la raccolta delle lettere del 1418 del vescovo di Warmia a Papa Martino V nota come Collato Episcopi Varmiensis, Simon Grunau (morto nel 1530 circa), autore della Preussische Chronik, il trattato di Cristburgo del 1249, le Constitutiones Synodales e il Libro Sudoviano (lituano: Sūduvių knygelė) entrambi redatti nella prima metà del 1500. 
Infine, un rilevante numero di miti, per quanto rielaborati nel corso dei secoli, sono pervenuti esclusivamente tramite la tradizione orale, incorporati nel folklore delle attuali popolazioni baltiche.
Ci sarebbe da far notare che le varie fonti medievali propongono liste di divinità non coincidenti. Parte di queste differenze possono essere ricondotte alla presenza di panthea non unificati non solo tra prussiani, lituani e lettoni, ma anche variabili tra le singole tribù dislocate sul territorio, come in parte all'uso di differenti termini, epiteti e kenningar per indicarli, poi riportati come divinità distinte dai cronisti cristiani.

## Periodo arcaico

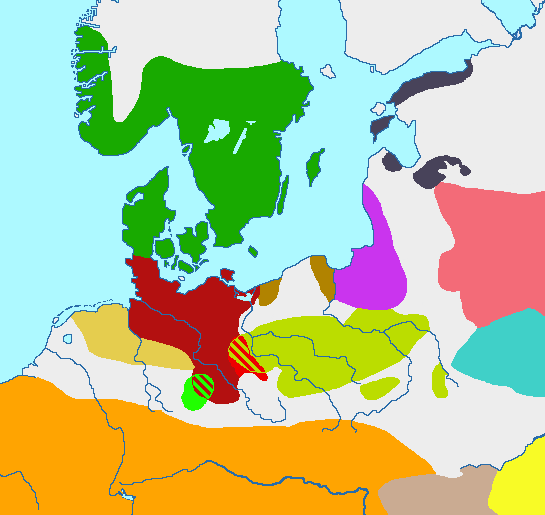
Culture nell'Europa Settentrionale e centrale durante la tarda età del ferro.
Verde chiaro (centro) – cultura di Przeworsk
Verde scuro – gruppo nordico
Rosso scuro – cultura di Jastorf
Giallo – gruppo di nord-ovest
Arancione – gruppo celtico
Marrone – cultura di Oksywie
Viola – culture delle foreste baltiche orientali
Magenta – urheimat della cultura del tumuli baltici occidentali
Celeste – cultura di Milograd
Nero – gruppo estone

Già dalle sepolture e dai ritrovamenti risalenti al Neolitico (incisioni di osso con teste di uccelli, amuleti con serpenti, bastoni con teste d'alce) si può ipotizzare che si era formato un elaborato complesso di credenze animistiche.
Le regioni baltiche furono abitate, a partire dal III millennio a.C., dalla cultura della ceramica cordata, il cui uso di seppellire i defunti in sepolture a pozzetto sotto bassi cumuli, con ricchi corredi funerari, dimostra la fede nella vita dopo la morte. Il corredo funerario maschile comprendeva una tipica ascia da combattimento in pietra, mentre quelli femminili dei gioielli. Altri doni funerari erano costituiti da bicchieri di ceramica, spesso decorati con impressioni a corda.
In questo periodo, secondo Marija Gimbutas, l'iniziale struttura mitologica era basata su un'organizzazione matriarcale dove le varie divinità femminili rappresentavano i vari componenti della natura, come la Terra, l'Acqua, l'Aria, il Cielo, la Luna ecc. Successivamente vi fu uno sviluppo su formato patriarcale dove molte delle femminili persero influenza.
Se a partire dall'età del ferro le popolazioni negli attuali paesi baltici si possono raggruppare nella cultura baltica occidentale, nei territori della attuale Polonia si sviluppò, tra il 600 a.C. 200-150 a.C., la cultura pomerana che Marija Gimbutas ascrive anch'essa alla cultura baltica occidentale, quando secondo la scuola tedesca rappresenterebbe un'antica cultura che marcò un primo confine fra Germani e Balti, mentre gli studiosi slavi preferiscono identificarla come un'antica cultura proto-slava. Dalla cultura pomerana succedé la Cultura di Oksywie.

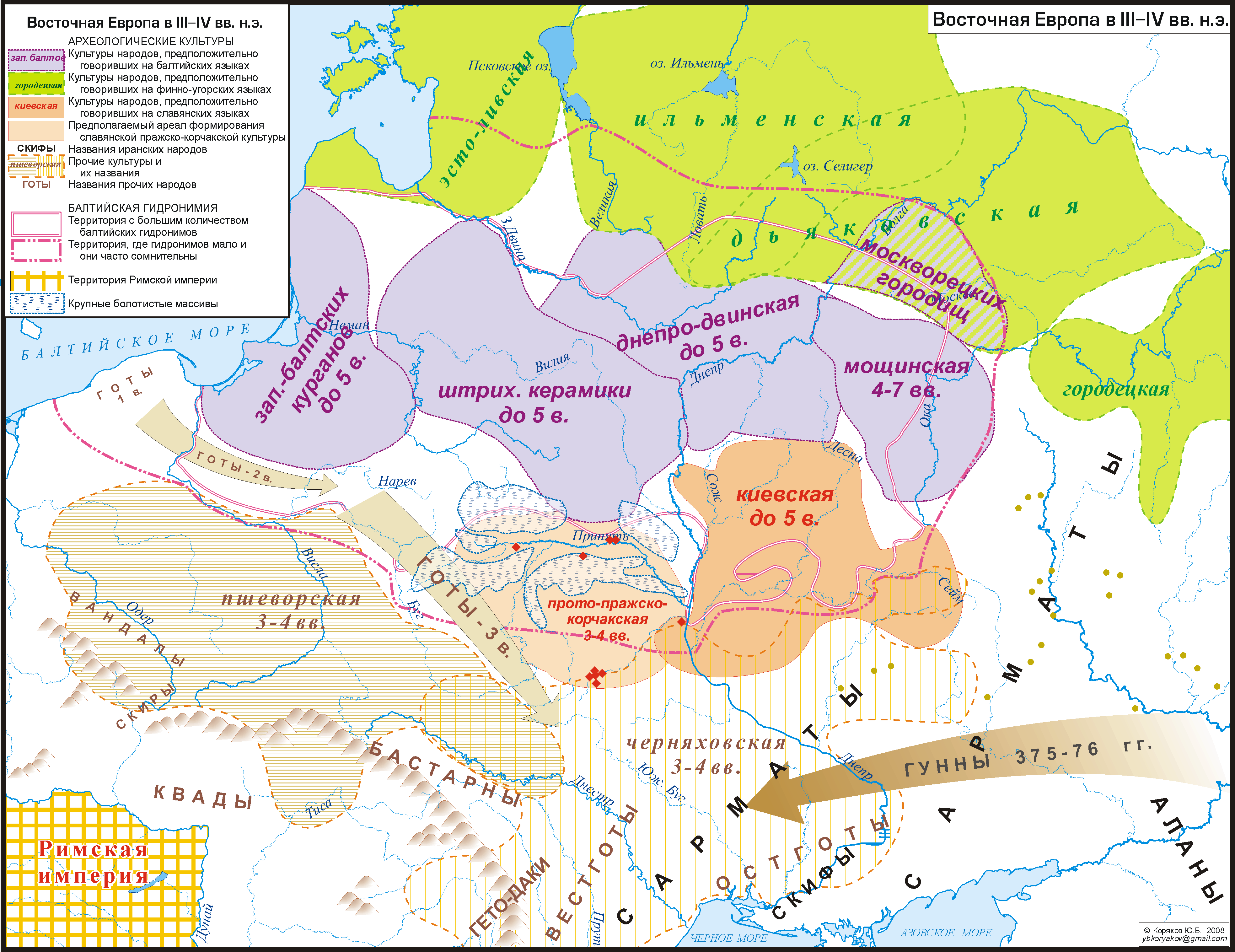
Mappa dell'Europa orientale nel III-IV secolo d.C. Le culture baltiche sono rappresentate in viola.

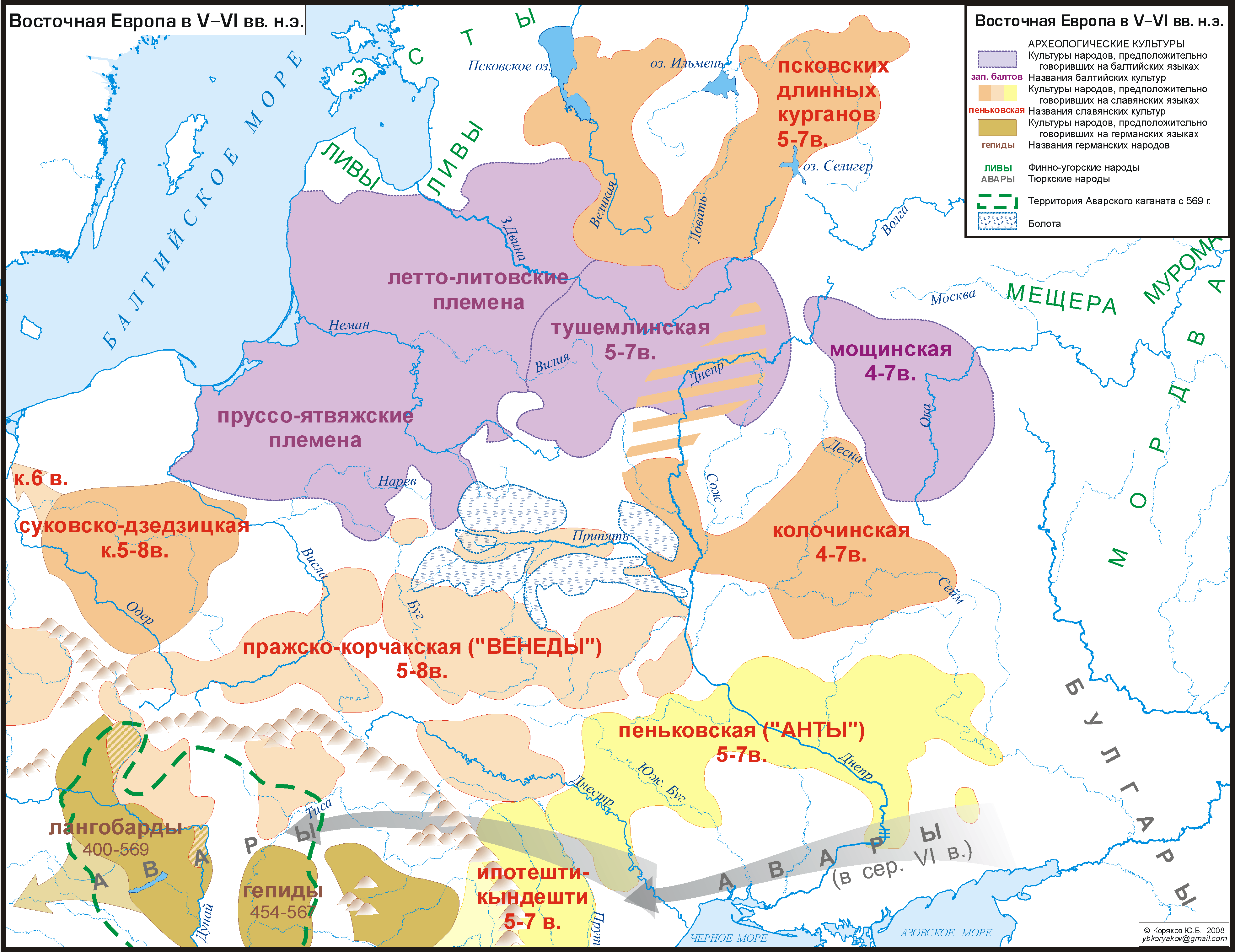
Distribuzione durante le invasioni barbariche del V e VI secolo.

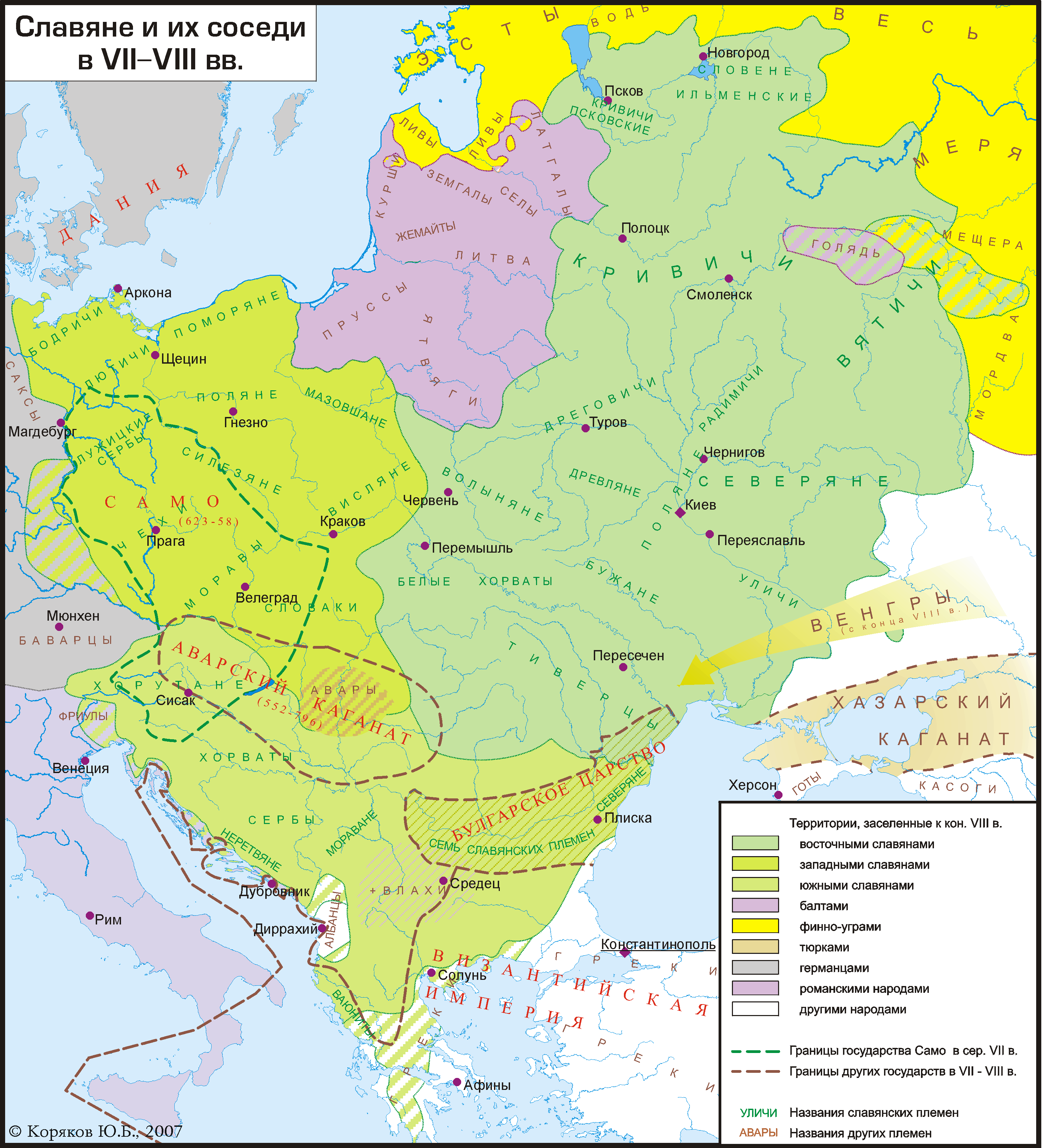
Distribuzione nel VII-VIII secolo d.C.

Nel De origine et situ Germanorum, del 98 d.C., Tacito parla degli "Aistian" o "Aesti", gente che viveva sulla costa orientale del mar Baltico, come gli unici raccoglitori di ambra. Così scrive: 

## Le grandi migrazioni
Oltre alle differenze tra le varie tribù, si suppone che siano incorsi continui cambiamenti nel tempo, in particolare durante il periodo delle grandi migrazioni (Völkerwanderung) tra il III e il V secolo, che cambiò profondamente la distribuzione dei popoli in tutti i territori circostanti.
A partire da tale periodo le tribù baltiche subirono una forte pressione da parte di quelle germaniche, che portò l'abbandono dei territori più meridionali, per insediarsi nelle zone più a nord e, nel caso dei Galindi, a migrare più ad oriente fino alle attuali Bielorussia e oblast' di Mosca.
Attorno all'VIII secolo si diffuse l'usanza della cremazione dei defunti. Rivestiva sempre un ruolo centrale la Natura, da cui gli esseri umani dipendono e nella quale la divinità era visibile in tutti i fenomeni fisici, ma che assumeva rappresentazioni antropomorfe distinte a seconda della manifestazione. L'influenza dei popoli circostanti si riversava però anche nel culto. In particolare, alla dominazione slava di gran parte dei territori verso il X secolo si deve la preminenza del dio Perkūnas durante l'ultimo periodo prima della cristianizzazione.
I miti sulla creazione sono pervenuti attraverso storie di folklore piuttosto recente e in un numero assai ridotto, pertanto non si può escludere che siano frutto di rielaborazioni successive. Si potrebbe ipotizzare che la funzione unica delle divinità fosse stata piuttosto quella di conservare l'ordine del cosmo, della natura e della società.

## Divinità principali
Lo storico delle religioni Régis Boyer evidenzia come molte delle culture indoeuropee tendono ad adottare divinità che inizialmente si limitano a personificare gli elementi naturali come il Cielo, il Giorno, la Notte, la Terra, l'Oceano, il Tuono, il Vento e, riprendendo Georges Dumézil, nota come tali religioni presentino ovunque delle triadi divine e la nozione di "Destino".

### Diẽvas/Dievs
Attorno al X-XII secolo si riscontra stabilmente tra le divinità maggiori la personificazione del Cielo, Diẽvas (in lettone Dievs, in lituano Dievas, in antico prussiano Deivas "dio, signore") che anche nel nome corrisponde al greco Zeus, al sanscrito Dyaus(-pitā) e al latino Iu(piter). Viene rappresentato come un re con copricapo, tunica e spada. Secondo il mito abita "oltre le colline" (o sulla montagna celeste) dove vive di caccia e agricoltura e scende in pianura su un carro o a cavallo.

### Perkūnas/Pērkons
Un'altra divinità condivisa tra tutte le popolazioni baltiche era Perkūnas, il Tuono (in lettone Pērkons, in lituano Perkūnas, il "Tonante") la cui importanza, causa l'influsso dei popoli circostanti, accrebbe fino talvolta a superare, o a fondersi, con Diẽvas.

### Laima
Le fonti, sebbene di epoca moderna e derivate dalla tradizione folkloristica, riportano Laima quale il Fato, talvolta assieme ad altre due figure, componendo così la trinità del Destino come per le Norne scandinave. Laima è stata nominata la prima volta in delle fonti scritte come Laimelea da Wilhelm Martini nel prologo latino di una raccolta di canti tradizionali lituani di Daniel Klein e pubblicata nel 1666. Queste altre due figure, o altri due aspetti del Fato, nella mitologia lituana sono Laimè, la Buona Fortuna, e Dalia, colei che da e prende (dal lituano dalis, "ottenere"), oppure Giltinė, la Morte (da gilti, "pungere"). 
Nella mitologia lettone venivano invece dette Kārta e Dēkla.
Altre divinità correlate, o altri aspetti del Fato, o altri epiteti, erano Laumės e Magyla.

### Vėles/Velnias
Una divinità ctonia in epoca cristiana identificata con (un) diavolo era Vėles (in lituano Velnias, in lettone Velis). Dalla stessa radice deriva il lituano vėlė, "fantasma", vėliukas "defunto" e vėlinės "il giorno dei morti".
Talvolta rappresentato assieme o come un serpente (o come un altro anfibio), era la variante infera di Diẽvas (sovrapponibile ai pruzzi Patollo e Pickollos). Se intesa come femminile, era la Signora dei Serpenti.

### Sáulē e Mēness
Rivestivano un ruolo di una certa importanza le personificazioni del sole e della luna: 
- Sáulē (in lettone), Saũle (in lituano) - il Sole, la Vita[17]
- Mēness (in lettone), Mėnuo (in lituano) - la Luna[18]

## Altre Divinità
L'antica divinità della Terra e della fertilità era Žemyna, da žẽme, "terra".
I Diẽvo suneliai ("figli di Diẽvas") erano due cavalieri, che vengono identificati con la stella del mattino e con quella della sera. Equivalgono ai Dioscuri greci e agli Aśvins vedici , sebbene l'idea di una famiglia con Diẽvas quale capostipite è probabilmente una tarda elaborazione.
Ulteriori nomi dei numina, pervenuti o ipotizzati, nella regione baltica erano:
- Auseklis (in lettone), Aušrinė (in lituano) - l'Alba. La versione lettone è maschile, quella lituana è femminile[19]
- Milda - l'Amore, la Bellezza
- Joris - la Primavera
- Upinis - il Fiume, da ùpe "fiume"
- Ežerìnis - il Lago, da ẽžeras, "lago"
- Lytuvomis - la Pioggia, da lietùs, "pioggia"
- Giráitis - il Bosco, da girià, "bosco"
- Gabija - il Fuoco, la protettrice della casa, da gaubti, "proteggere"
- Ūsiņš - la Fertilità, la Luce, etimologia incerta, forse da ūzām, "giallo"

Da notare come la maggior parte di essi siano personificazioni della potenza dei fenomeni naturali. Data anche la parziale sovrapposizione delle funzioni (si veda Žemyna, Ūsiņš e Joris), non erano compresenti presso la stessa tribù, oppure rappresentavano solo un aspetto dell'entità divina.

## Divinità specifiche

### Pruzzi

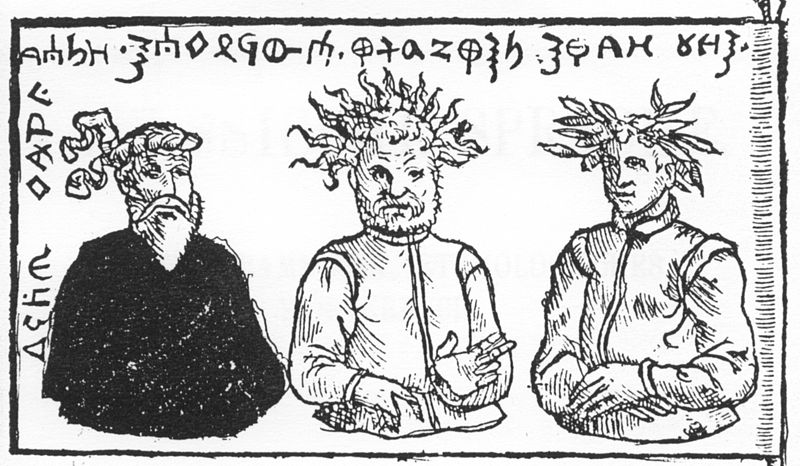
La triade Perkūnas, Potrimpo e Peckols.

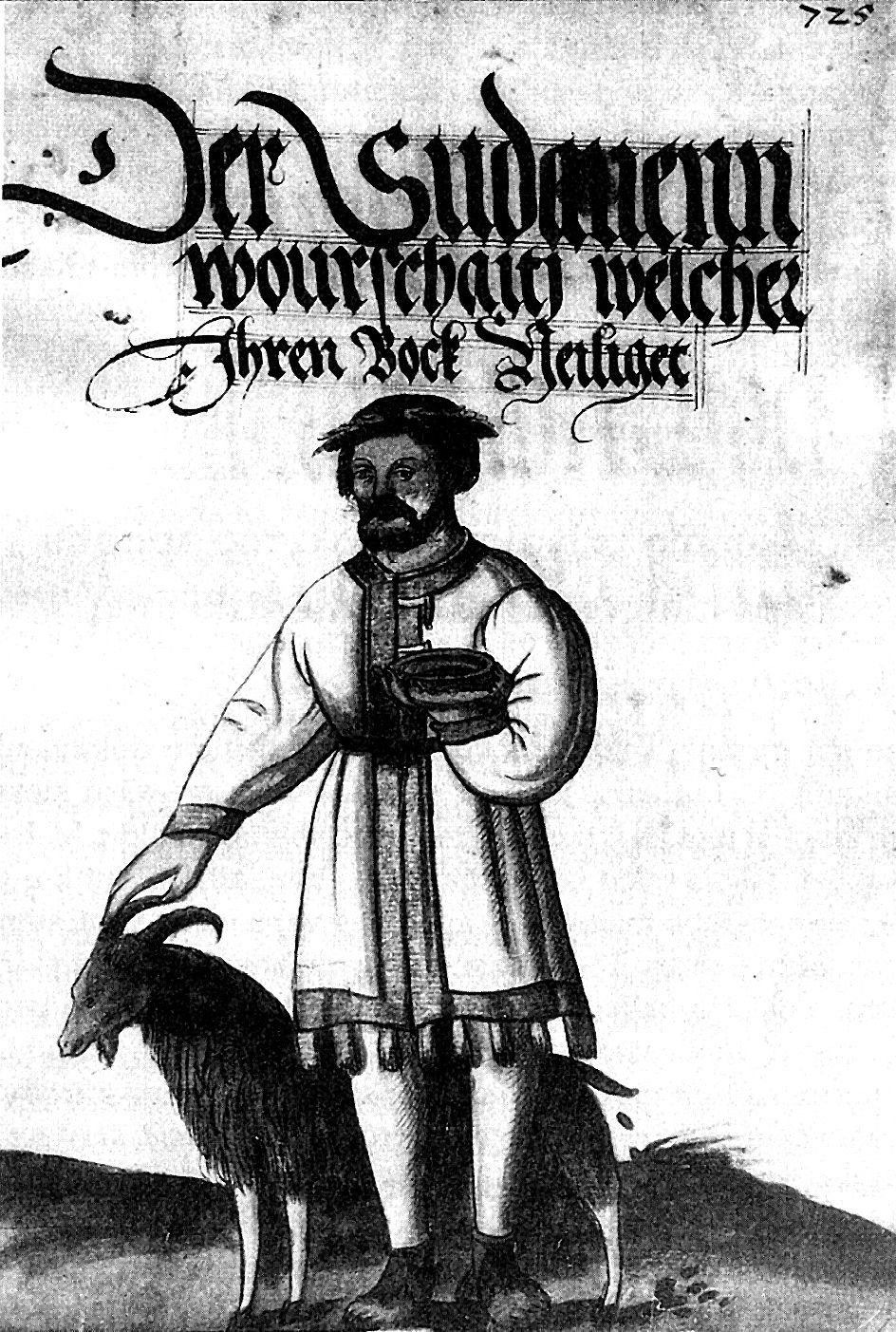
Illustrazione del sacrificio di una capra nel Libro Sudoviano.

Peter von Duisburg, monaco dell'Ordine teutonico, narrò la sottomissione degli antichi prussiani (pruzzi), nella sua opera Chronicon Terrae Prussiae, secondo la quale: 
Adamo da Brema, intorno al 1075, nel raccontare la morte del vescovo di Praga Adalberto (sospettato di essere una spia del duca di Polonia Boleslao) avvenuta nel 997, riporta: 
Nel 1249 il trattato di Cristburgo riporta che i pruzzi adoravano Curche, durante le cerimonie per il raccolto. Tuttora è discussa l'etimologia, il genere e le funzioni. Alcuni, come Simon Grunau, suppongono che si ricolleghi allo slavo Svarog, il dio-fabbro, nonché al greco Efesto, oltre ad essere un dio creatore (per via della radice lituana kurti – creare), dio del raccolto e del grano, ma anche dio malefico e dio del fuoco. Altri studiosi addirittura mettono in dubbio che il trattato si riferisse ad un dio, ma piuttosto ad una corn dolly, una bambola di beneaugurio, come era uso presso alcuni popoli indoeuropei, in Russia anche per diverso tempo dopo la cristianizzazione.
Un'altra fonte affidabile è un memorandum del 1418, il Collato Episcopi Varmiensis, scritto dal vescovo di Warmia. In esso si elencano i successi ottenuti dai Cavalieri teutonici nella cristianizzazione dei prussiani, i quali non adoravano più Patollu e Natrimpe. Sebbene siano spesso intesi come due divinità differenti, patollu può essere anche un aggettivo (demoniaco, malefico) per descrivere Natrimpe. In base ai più recenti sudi, Patollu è normalmente identificato con Peckols, l'iroso dio del sottosuolo, mentre Natrimpe come Potrimpo, dio dei mari o del grano.
In aggiunta a Peckols, Potrimpo e Perkūnas, Grunau menziona tre divinità minori: Wurschayto o Borszkayto e Szwaybrotto quali personificazioni di Widewuto e Bruteno, nonché, citando il trattato di Cristburgo, Curcho quale dio del cibo.
Col secolo successivo abbiamo la Constitutiones Synodales, del 1530, che elenca le divinità fornendo l'equivalente romano. Da notare che sono tutte maschili e che manca Curche.
Tale lista può essere confrontata con quelle nel Libro Sudoviano, scritto tra il 1520 e il 1530.
| Constitutiones Synodales | Libro dei Sudoviani   | Funzione                          | Equivalente romano |
| ------------------------ | --------------------- | --------------------------------- | ------------------ |
| Occopirmus               | Ockopirmus            | Dio del Cielo e Padre degli dei   | Saturno            |
| Suaixtis                 | Swayxtix              | Dio della luce                    | Elios              |
| Ausschauts               | Auschauts             | Dio delle malattie e sella salute | Esculapio          |
| Autrympus                | Autrimpus             | Dio del mare                      | Castore            |
| Potrympus                | Potrympus             | Dio dei laghi e dei fiumi         | Polluce            |
| Bardoyas                 | Bardoayts             | dio delle navi                    | Nettuno            |
|                          | Pergrubrius           | Dio delle piante                  |                    |
| Piluuytus                | Pilnitis              | Dio dell'abbondanza               | Cerere             |
| Parcuns                  | Parkuns               | Dio del tuono                     | Giove              |
| Pecols e Pocols          | Peckols e Pockols     | Divinità infernali                | Plutone, Furie     |
|                          | Puschkayts            | Dea della terra                   |                    |
|                          | Barstucke e Markopole | Servi di Puschkayts               |                    |

Simon Grunau (morto nel 1530 circa) è stato criticato per usare fonti di dubbia origine e per aver spesso contrapposto fatti con altri di sua immaginazione. Alcuni studiosi moderni lo tendono ad escludere completamente, mentre altri, come Gintaras Beresnevičius, tendono ad essere più cauti, sperando che possa aver avuto accesso a fonti, anche solo folkloristiche, ormai non più esistenti.
Alla sua opera si deve l'introduzione e la diffusione di diverse tra le maggiori leggende popolari: re Widewuto, un re cimbro del VII secolo, il tempio di Romuva, la triade pagana Peckols, Potrimpo e Perkūnas, il gran sacerdote (krivė krivaitis), presentato come una sorta di papa pagano, nonché le waidelinns, simile alle vestali romane.

### Lituania

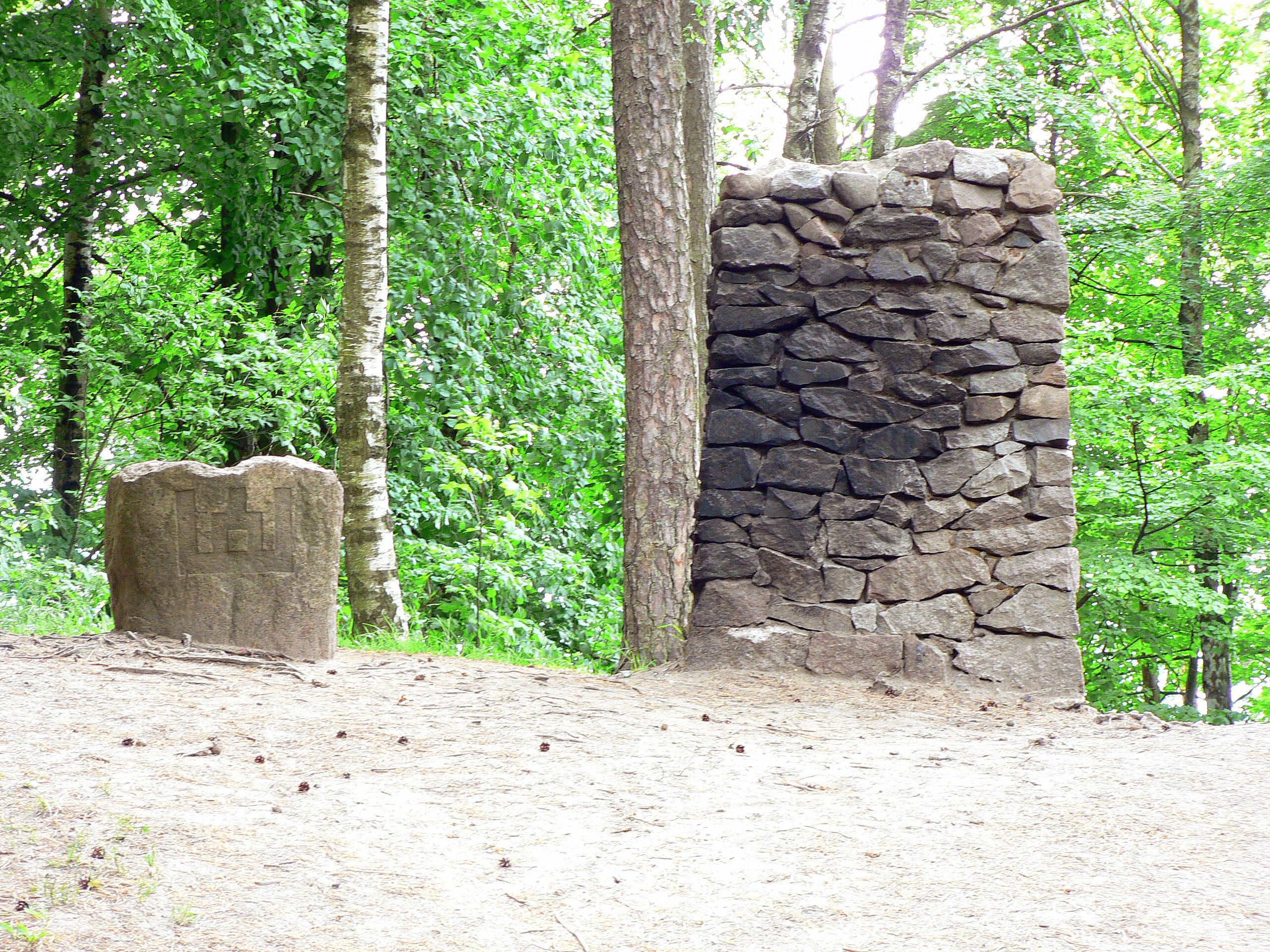
Ricostruzione di un altare sulla montagna sacra Rambynas, Samogitia.

#### Testimonianze
Le più antiche testimonianze sulla religione praticata in Lituania e in Galizia sono due fonti russe del XIII secolo: un'interpolazione di un compilatore russo della Cronaca bizantina di Giovanni Malalas e la Cronaca di Galizia e Volinia. Del XIV secolo è la cronaca di Wigand di Marburgo che descrisse le campagne dell'ordine Teutonico dal 1293 al 1393: nella cronaca sono contenute informazioni relative al culto e ai riti funebri dei lituani. Il papa Pio II nel trattato De Europa riporta il resoconto del missionario Girolamo attivo in Lituania nel XV secolo. Le relazioni dei gesuiti costituiscono un'altra fonte importante seppur tarda. I lituani rimasero attaccati alle loro tradizioni pagane ancora per lungo tempo dopo la cristianizzazione ufficiale del paese, avvenuta nel 1387. Lo storico polacco Jan Łasicki adattò in un opuscolo le note di Jakob Laskowski il quale aveva compiuto intorno al 1560 un viaggio in Samogizia e aveva trovato una religione essenzialmente pagana. La cronaca galiziano-volinica descrive la conversione del sovrano Mindaugas come di facciata in quanto in realtà egli continuava a sacrificare ai suoi dei (Nunadej, Teljavel, Diveriks).

#### Culto
In linea di massima gli dei lituani hanno un ambito familiare e locale essenzialmente incentrato sul culto dei defunti e gli spiriti del luogo. Esistono diversi dei specifici per vari aspetti dell'esperienza umana. Vasta è la gamma delle divinità attinenti alla natura; alcuni dei loro nomi sono pervenuti fino a noi: Bangputis (che soffia sulle onde), dio del mare agitato; Medeina (da medis, albero, bosco), dea del bosco; i Laukasargai (da Laukas, campo e sargas, guardiano), divinità protettrici dei campi; Vejopatis (da vejas, vento), signore del vento; Austèja, dea delle api e protettrice delle api e delle fioriture da cui ricavano il miele e il materiale necessario per costruire il loro alveare, associata all'apicoltura, in particolar modo quella selvatica.
Particolare importanza riveste il culto del fuoco, considerato tramite tra la vita terrena e il mondo soprannaturale. Nella zona di Vilnius venivano alimentati fuochi perpetui. In una relazione dei gesuiti del 1583 si narra delle proteste della popolazione verso missionari che volevano spegnere i fuochi: Perkūnas il dio del tuono si sarebbe gelato e altri dei si sarebbero indeboliti.
Era diffuso anche il culto delle pietre. In una relazione del 1601 si annotava che nei fienili, ricoperte di paglia, venivano conservate delle pietre dalla superficie piatta chiamate deyve, considerate protettrici del grano e del bestiame. A nessuno era concesso di toccarle se non ad una sacerdotessa che poteva offrire loro sacrifici.
I boschi sacri erano il luogo di culto per eccellenza da essi non era permesso tagliare legna o asportare quella caduta. Dopo il raccolto, all'inizio di ottobre, nei boschi sacri venivano sacrificati buoi, vitelli ed arieti in onore dei morti. Seguivano tre giorni di allegria e scambio di offerte. Inoltre alcuni alberi, fonti, colline e specchi d'acqua venivano considerati dimora degli dei.

### Curi
I culti della parte più occidentale della Lituania, la Curlandia, si differenziavano dalle regioni circostanti. Era abitata dai Curi, popolo con una fiera tradizione guerriera e profondamente pagano, tuttavia furono il primo popolo baltico ad essere sottomesso dall'Ordine Livoniano, dopo Letgalli, i quali però posero poca resistenza ad essere cristianizzati.
La loro religione era legata al loro animale sacro, il cavallo.
Nel 1075 Adamo di Brema descrive i Curi nel Gesta Hammaburgensis:
Altri importanti testi sui Curi sono la Cronaca di Enrico di Livonia, la Vita Ansgari di Remberto di Brema, la Livländische Reimchronik (la "Cronaca rimata della Livonia"), la Saga di Egil e le Gesta Danorum.
Sconfitti, i Curi si mescolarono alle altre tribù, accettando il Cristianesimo, sebbene la tradizione pagana continuasse ad avere proseliti perfino nel XIX secolo.

### Osiliani
Gli Osiliani, o Oeseliani, o antichi Estoni, stanziati perlopiù nell'isola di Saaremaa, combatterono a fianco dei Curi nel corso della crociata livoniana. La loro divinità principale viene indicata col nome Tharapita nella Cronaca di Enrico di Livonia, la quale racconta anche che tale dio nacque su una montagna boscosa a Virumaa, nell'entroterra estone, per poi recarsi ad Oesel, nell'isola di Saaremaa. Il nome Taarapita è stato interpretato come un'invocazione, "Taara, aiuto!" (Taara a(v)ita in estone) o "custode di Taara" (Taara pidaja). Taara è associato allo scandinavo Thor e a sua volta a Perkūnas. Il viaggio di Tharapita/Taara da Vironia a Saaremaa è stato associato all'antica caduta dei meteoriti di Kaali.

### Estoni
Sebbene la popolazione estone condivida la dominazione dei cavalieri teutonici con resto delle popolazioni baltiche, come la maggior parte della storia successiva (a parte la dominazione danese), la mitologia estone presenta diverse differenze in quanto di derivazione ugro-finnica, come le popolazioni finlandesi, ungheresi, sami e mari.
Tra le divinità più antiche si ricorda Jumal o Taevataat, dalle funzioni riconducibili a Diẽvas quale vecchio uomo dio del Cielo e demiurgo, figura che lentamente assunse i caratteri propri di Perkūnas fino a mutare in Ukko, di cui uno dei suoi nomi conosciuti era appunto Perkele. A differenza delle altre popolazioni baltiche, quelle estoni elaborarono una cosmogonia significativa.

## Basso Medioevo
Le pressioni per la cristianizzazione forzata, anche per i popoli baltici, aumentarono notevolmente con Papa Innocenzo III il quale dichiarò la prima crociata del nord nel 1198 contro la Livonia. Seguono le campagne contro la Letgallia e la Selonia regioni storiche della Lettonia (1208-1224), contro l'Estonia (12081224), contro la Saaremaa (1206-1261) e contro i Curi e Semigalli (1201-1290). In Prussia i cavalieri dell'Ordine Teutonico iniziarono le crociate nel 1219. La conquista della Prussia fu completata attorno al 1280 e le terre decimate furono ripopolate con coloni tedeschi (Ostsiedlung). Attorno al 1400 i pruzzi costituivano la metà della popolazione della Prussia.
Soggiogata la Prussia, l'ordine teutonico si concentrò sulla Lituania, ma incontrò maggiori resistenze. Il Granducato di Lituania continuò a professare gli antichi culti finché si unì Regno di Polonia nel 1386 accettando l'Unione di Krewo.
Anche dopo l'adozione ufficiale del cristianesimo, i popoli baltici continuarono a seguire la propria religione tradizionale, in una secolare coesistenza e sovrapposizione, almeno fino al XVII secolo, durante la quale vennero adattati alcuni santi (es. Sant'Elia divenne il Tonante e assunse alcuni attributi di Perkūnas) e accettate alcune festività per favorire l'assimilazione, come il Vėlinės, corrispondente al celtico Halloween, diventato il giorno dei morti, l'Užgavėnės, festa della fine dell'inverno e della primavera, poi diventata la festa di San Giuseppe o il Martedì grasso, e il Rasos, festa dell'estate, poi diventata Joninės, la festa di San Giovanni Battista.

## Età moderna

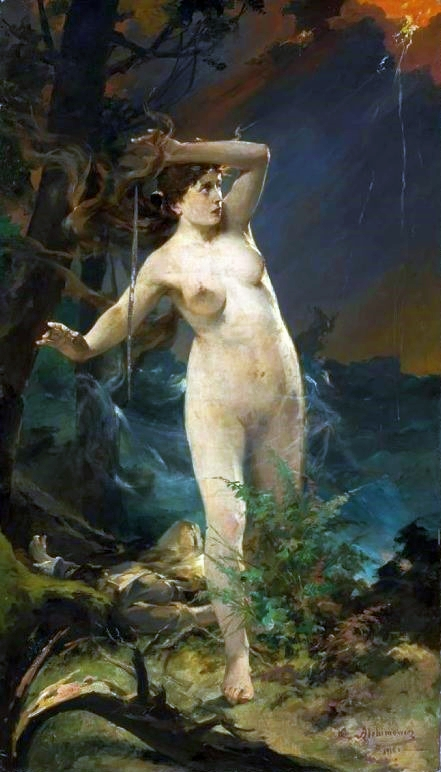
La dea Milda, di Kazimierz Alchimowicz (1910), Museo Nazionale di Varsavia.

L'epoca del Romanticismo, iniziata col XIX secolo, portò i lituani e i lettoni a guardare il loro passato con ispirazione sia intellettuale che spirituale.
Il folklore locale comprendeva ancora tradizioni che racchiudevano elementi degli antichi riti pagani e tramandava svariati miti e storie, considerate non necessariamente come vere, ma come esperienze codificate del passato. Si ci concentrava più sui problemi morali e sulle visioni eroiche. piuttosto che sui singoli eroi, i quali molto spesso mancavano pure del nome, venendo indicati tramite perifrasi o altre forme indirette, come "il duca", "il signore del castello".
Il folklore e il paganesimo tradizionale furono idealizzati anche in chiave nazionalistica. In Lituania uno dei più famosi studiosi a capo di questo movimento fu lo storico Teodor Narbutt che creò anche nuovi miti lituani partendo da quelli greci, mentre in Lettonia e in Prussia vi fu lo scrittore Andrejs Pumpurs. Un'attività di recupero simile la fece anche lo scrittore e filologo Juris Alunāns, nonché il poeta Miķelis Krogzemis.
Il recupero dell'antica cultura e delle tradizioni sfociò nella ripresa di culti pagani. In Lettonia ebbe successo il movimento neopagano dei Dievturi (letteralmente "i custodi di Diẽvas") alla fine degli anni '20 del novecento, il quale reinterpretò in chiave panteistica alcuni aspetti cristiani per fonderli elementi recuperati dall'antica mitologia, mentre in Lituania e in Prussia il poeta, umanista e mistico Wilhelm Storosta (noto con lo pseudonimo Vydūnas) diede vita al movimento teosofico Mažoji Lietuva ("Lituania minore").
Con la costituzione della RSS Lituana furono soppresse tutte le organizzazioni a caratterizzazione nazionalistica e molti praticanti furono giustiziati o deportati nei gulag in Siberia. Il clima si distese dopo il 1960, permettendo la ripresa di celebrazioni pubbliche delle festività religiose tradizionali baltiche. In Lituania Jonas Trinkunas fondò il movimento neopagano Romuva nel 1967, la quale però fu represso dal governo nel 1971.
Con la dissoluzione dell'Unione Sovietica i movimenti Dievturiba e Romuva poterono praticare liberamente e professarsi come religioni tradizionali.